# Leonel Moura
Leonel Moura (26 de dezembro de 1948, Lisboa) é um conceituado artista português cuja obra nos fins da década de 1990 passou da fotografia para a inteligência artificial e arte robótica. Desde então, o artista tem produzido vários Robôs Pintores e o Robotarium, um zoo para robots, o primeiro deste tipo no mundo. Uma das suas criações, o RAP (Robotic Action Painter) de 2006, é um robot que faz desenhos baseados em emergência e estigmergia, decide quando a obra está pronta e a assina. O RAP é exibido como instalação permanente no American Museum of Natural History em Nova York.
Colabora na revista Arte Opinião  (1978-1982).

## Robots
ArtSbot (Art Swarm Robots), 2003, é composto por vários pequenos robôs autónomos, chamados Mbots, cada um equipado com sensores de deteção de cor, sensores de desvio de obstáculos, um microcontrolador e atuadores, para locomoção e manipulação de canetas. Os Mbots têm dois comportamentos distintos: o comportamento aleatório que inicia o processo ativando uma caneta, com base numa pequena probabilidade (geralmente 2/256), sempre que os sensores de cor detetam branco; e o comportamento de feedback positivo que reforça a cor detetada pelos sensores, ativando a caneta correspondente (uma vez que existem duas canetas, o círculo de cores é dividido em duas gamas - 'quente' e 'frio'). Com este processo, o conjunto coletivo de robôs gera composições em que a partir de um fundo aleatório surgem alguns aglomerados de cor.
RAP (Robotic Action Painter), 2006, trabalha sozinho, mas baseia-se nos mesmos princípios de emergência e estigmergia. Algumas melhorias, no entanto, produzem composições bastante distintas das do enxame ArtSbot. Algumas das novas habilidades são: determinar o comprimento e a forma de cada traço, a capacidade de decidir, de forma não linear, o momento de parar e a capacidade de assinar. Além disso, o RAP trabalha com seis canetas coloridas e os sensores RGB estão dispostos numa grelha de 3x3, o que permite detetar padrões locais e não apenas cores.
ISU, 2006, é muito semelhante ao RAP, mas consegue escrever letras e formar palavras. Desta forma, cria composições que se assemelham a algumas das obras letristas dos anos 1950 e ao automatismo. O Robotarium X é uma construção de vidro e aço em grande escala que abriga quarenta e cinco robôs diferentes, na sua maioria alimentados por energia fotovoltaica e totalmente autónomos.
RUR, o nascimento do robô
Em 2010, Leonel Moura cria uma nova versão da peça de teatro RUR com robôs.
R.U.R., Robots Universais de Rossum, é uma peça clássica escrita por Karel Capek na década de 1920, na qual a palavra ROBOT foi cunhada. Homens e robôs entram em confronto, resultando na extinção da humanidade e no surgimento dos robôs como uma nova espécie dominante. A peça sempre foi encenada com atores humanos travestidos de robôs. A nova versão de Moura exibe, pela primeira vez, robôs reais interagindo no palco com atores humanos.
RUR, o nascimento do robô, estreou em agosto de 2010 no Itaú Cultural, São Paulo, Brasil. Durante a edição de 2017 do The New Art Fest (Lisboa), o artista instalou o BeBot, uma colmeia de robôs-pintores demonstrando a ideia de arte autónoma futura.

## Obras (impressas)
- MOURA, Leonel et al. (2009) INSIDE [art and science], Lisbon, LxXL edition
- MOURA, Leonel (2009) Robot Poetry, Coimbra, Water Museum edition
- MOURA, Leonel (2009) RAP (Robotic Action Painter), Tavira, Tavira Museum Edition
- MOURA, Leonel (2007) Robotarium, Lisbon, LxXL edition
- MOURA, Leonel et al. Bioart - A new Kind of Art. Lisboa: Galeria Prates, 2005.
- MOURA, Leonel e Pereira, Henrique Garcia. Man + Robots: Symbiotic Art. Villeurbanne: Institut d'Art Contemporain, Lyon/Villeurbanne, 2004.
- MOURA, Leonel. Formigas, Vagabundos e Anarquia. Lisboa: (esgotado), 2003.
- MOURA, Leonel et al. Architopia. Cascais: Utopia Biennial, 2002.
- MOURA, Leonel. Impossibilité. Villeurbanne: Institut d'Art Contemporain, Lyon/Villeurbanne, 1995.